# Réserve naturelle et biosphérique du Caucase

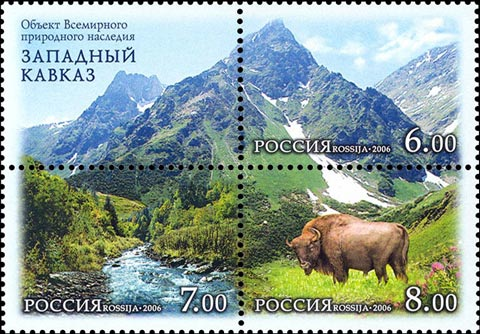
Timbre russe édité en 2006 représentant la réserve avec le bison d'Europe

La réserve naturelle et biosphérique d'État du Caucase (en russe : Кавказский государственный природный биосферный заповедник) est l'aire protégée la plus grande et la plus ancienne de Ciscaucasie en Russie méridionale. Plus grande réserve forestière de montagne d'Europe, sa superficie totale dépasse les 280 000 hectares.
Située dans le Caucase occidental, elle est répartie entre le kraï de Krasnodar, la république d'Adyguée et la république de Karatchaïévo-Tcherkessie. Le territoire est situé à la frontière des zones climatiques tempérées et subtropicales. Une particularité de la réserve est la forte concentration d'espèces reliques et endémiques de flore et de faune sur son territoire. Le bison, exterminé en 1927, a été réintégré avec succès dans la nature de la réserve, et en 2020, sa population est stable et compte au moins 1 200 individus. Depuis 2007, un projet est en cours pour réintégrer le léopard d'Asie centrale.
La réserve moderne est l'héritière de l'aire de chasse grand-ducale du Kouban, créée en 1888 à l'initiative des grands-ducs Pierre Nikolaïevitch et Georges Mikhaïlovitch. Le 12 mai 1924, la réserve du bison du Caucase est créée sur les anciens terrains de chasse. Le 19 février 1979, par décision de l'UNESCO, la réserve naturelle du Caucase a reçu le statut de biosphère. En 1999, le territoire de la réserve a été inscrit sur la liste du patrimoine mondial de l'UNESCO sous le nom de site du Caucase occidental, et en janvier 2008, la réserve a été nommée de son créateur, Christofor Chapochnikov.
L'avenir de la réserve est menacé en raison du projet du gouvernement russe de construire l'autoroute Kislovodsk-Adler, qui divisera la zone protégée en deux parties, détruisant les habitats et les voies de migration de nombreuses espèces rares et endémiques, ainsi qu'en raison des tentatives constantes de modification des limites de la réserve et de la construction d'infrastructures touristiques de montagne à grande échelle. Depuis 2018, l’UNESCO réfléchit à la nécessité de transférer la réserve sur la liste des « Sites du patrimoine mondial en péril ».

## Historique de sa fondation

### Chasses du Kouban
C'est en 1888 que 80 000 déciatines de ce territoire sont loués aux grands-ducs Pierre Nikolaïevitch et Georges Mikhaïlovitch par le ministère des propriétés d'État et le gouvernement militaire du Kouban pour servir de réserve de chasse sous le nom de chasses grands-ducales du Kouban. Les grands-ducs cessent de s'y rendre pour raison de santé et les droits sont transmis au grand-duc Serge Mikhaïlovitch en 1892. Il prend une part active à l'aménagement de ce territoire.

### Réserve des bisons
Le bail arrive à terme en 1906, mais il est prolongé de trois ans, afin de mener à bien son partage entre plusieurs stanitsas des cosaques du Kouban. Le biologiste et ingénieur des forêts Christophore Chapochnikov envoie en 1909 une lettre à l'Académie impériale demandant la fondation d'une réserve naturelle pour protéger le bison d'Europe qui s'y trouve menacé. Une commission se forme au sein de l'académie pour étudier le projet à laquelle participe Chapochnikov, mais le dossier n'aboutit pas. D'autres tentatives ont lieu en 1913 et 1916, mais ce n'est qu'en 1919, après la révolution que la question est étudiée plus en détail. Cela aboutit à sa fondation en mai 1924.

## Faune

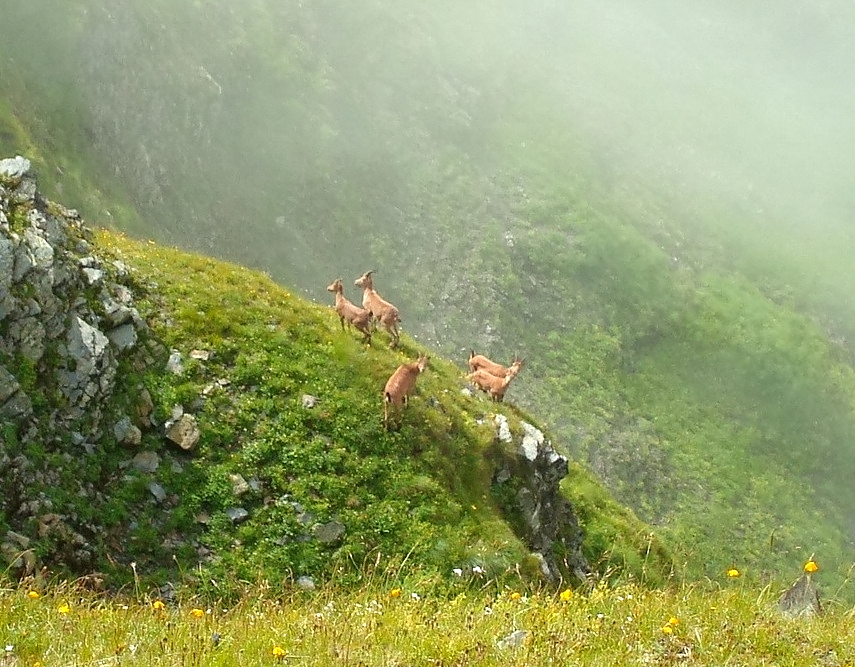
Troupeau de chèvres du Caucase sur les pentes du massif du Pseachkho

Ce sont 89 espèces de mammifères qui vivent dans la réserve naturelle du Caucase, ainsi que 248 espèces d'oiseaux, 15 espèces de reptiles, 9 espèces d'amphibies, 21 espèces de poissons, plus d'une centaine d'espèces de mollusques, et pas moins de dix mille espèces d'insectes. La liste des vers, des crustacés, des araignées et d'autres sortes d'invertébrés n'a pas été dressée de façon exhaustive à ce jour.
Chez les mammifères, on répertorie une espèce de hérisson; deux espèces de taupe; six espèces de souris; trois espèces de chauve-souris; plus vingt espèces de Vespertilionidae; une espèce de léporidé; une espèce d'écureuil; deux espèces de loir; trois espèces de Dipodidae; huit espèces de Cricetidae, huit espèces de mulot; quatre espèces de Canidae; une espèce d'ours; une espèce de Procyonidae; huit espèces de Mustelidae; trois espèces de Felidae; une espèce de sanglier; deux espèces de cervidés et trois espèces de bovidés.
Les espèces les plus remarquables chez les mammifères, grâce à l'écosystème particulier du Caucase, sont le bison d'Europe emblématique de la réserve (il a été réintroduit dans la réserve, après avoir disparu ici en 1927), la chèvre du Caucase, le cerf élaphe, l'ours brun, le chamois, le lynx boréal, le chevreuil et le sanglier. Certaines sont menacées et bénéficient de mesures de protection particulières, comme le blaireau, la loutre, ou le vison du Caucase, etc. Parmi ses oiseaux, les passereaux et les faucons sont nombreux. On trouve également différentes espèces de lézards et chez les poissons des carpes et des truites.
Le territoire se trouve sur le chemin des oiseaux migrateurs, comme les buses.
Certaines espèces sont endémiques, témoins d'époques géologiques antérieures, surtout chez les invertébrés, les reptiles, les amphibies et les poissons. Des espèces rares et menacées sont inscrites au livre rouge de Russie (au nombre de vingt-cinq).
Le Caucase abrite des espèces aussi bien européennes, que méditerranéennes ou particulières au Caucase et à la Colchide.

## Flore

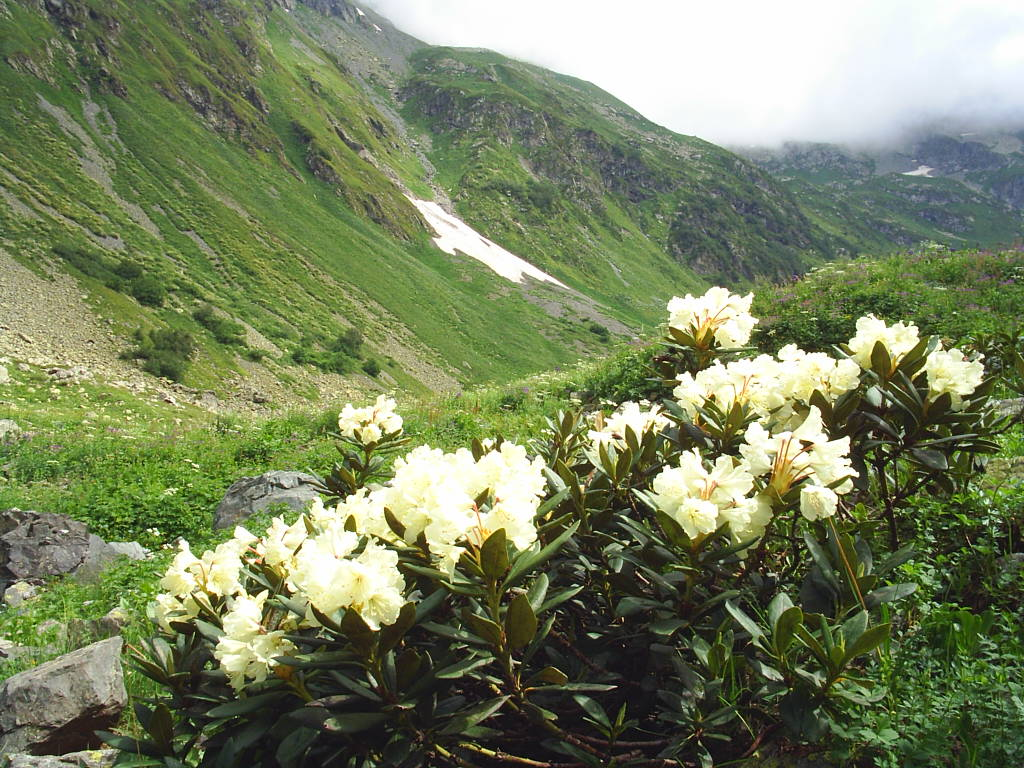
Rhododendrons dans la vallée supérieure de la Mzymta

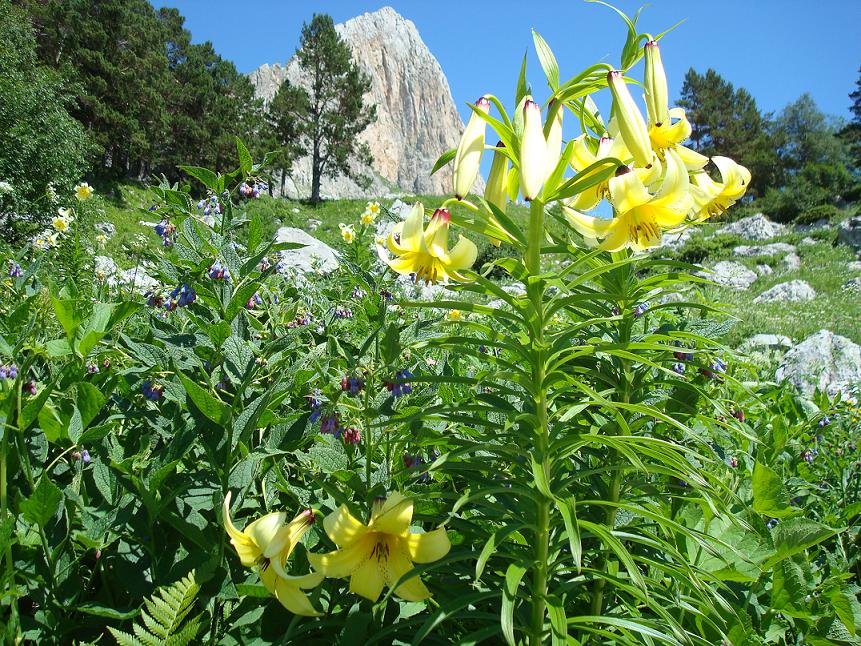
Lis du Caucase à l'ouest de la réserve (espèce menacée)

Neuf cents espèces de plantes racinaires sont répertoriées dans la réserve, un grand nombre d'entre elles étant endémiques, comme l'a observé à la fin du XIXe siècle Nikolaï Albov. On remarque également 720 espèces de champignons (dont Amanita caesarea, Clathrus ruber).
Les Asteraceae comptent ici 223 espèces; les graminées, 114; les Fabaceae, 82; la flore des forêts, près de 900 espèces, avec 800 espèces de montagnes. Les arbres et les arbrisseaux comptent 165 espèces dont 142 feuillus et 16 sempervirents avec 7 sortes de conifères. Une plante sur cinq est endémique ou témoin d'époques géologiques antérieures. Les fougères sont représentées avec une quarantaine d'espèces, les orchidées avec une trentaine. Sur les cinq sortes de rhododendrons du Caucase, trois sont représentés ici: le rhododendron pontique, le rhododendron jaune et le rhododendron du Caucase. L'if du Caucase se rencontre partout et peut vivre jusqu'à deux mille ans.
Dans les forêts subtropicales et la partie occidentale de la réserve, ainsi que dans la région de Khostine, croissent des espèces rares et antiques, comme le buis de Colchide; le houx de Colchide;  Leptopus colchicus; Ficus carica (figuier); le millepertuis du Caucase, etc. Les forêts de la réserve diffèrent de celle d'Europe du Nord par le nombre de lianes. Les pentes sud possèdent huit sortes de lianes ligneuses, dont le lierre de Colchide, et le lierre commun, l'espèce géante de Smilax, Clematis vitalba, Lonicera caprifolium, Solanum persicifolium, vigne sauvage, etc.
De grandes surfaces de la réserve sont recouvertes de forêts et de plantes de haute montagne avec des prés subalpins ou alpins. On trouve des espèces de Naucoria, puis, en descendant vers la forêt subtropicale, des chênes rouvres et des chênes de Géorgie, des érables de Cappadoce, des hêtraies, des châtaigneraies, ou des charmeraies, avec la présence de frênes et de bouleaux. Les vallées jusqu'à la moyenne montagne abritent entre autres des saules blancs, des aulnes blancs ou glutineux. En remontant, on trouve des espèces anciennes comme le hêtre d'Orient; plus haut ce sont les conifères qui priment, comme le fameux sapin de Nordmann, avec ensuite des paysages de Krummholz.
Cinquante-cinq espèces de plantes de la réserve sont inscrites au livre rouge de Russie.

## Administration et situation

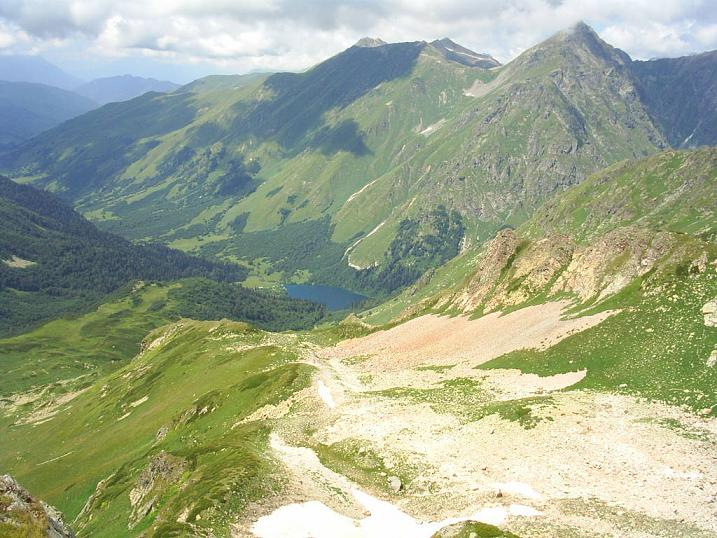
Vue du lac Kardyvatch dans la partie occidentale de la réserve; au fond la vallée de la Mzymta

La réserve naturelle du Caucase - qui n'a pas son équivalent en Russie de par sa diversité et sa richesse - est partagée en six zones: la zone nord; la zone ouest; la zone sud; la zone de Khostine (subtropicale); la zone est; et enfin la zone sud-est. Le siège administratif se trouve à Adler, tandis que le département scientifique se trouve à Maïkop.
La flore et la faune sont uniques et les paysages sont peu touchés par l'homme. Son écosystème qui se situe entre 640 mètres et 3 346 mètres d'altitude est inchangé.

## Illustrations

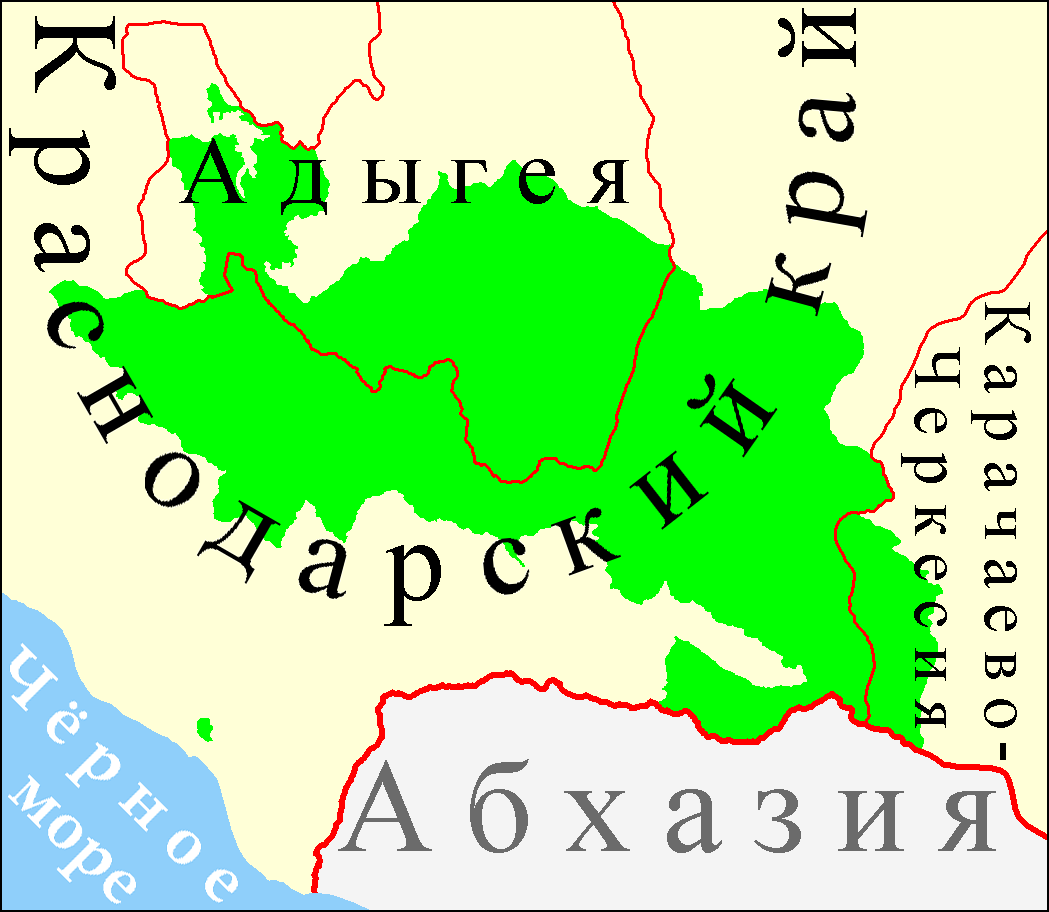
Carte de la réserve naturelle du Caucase

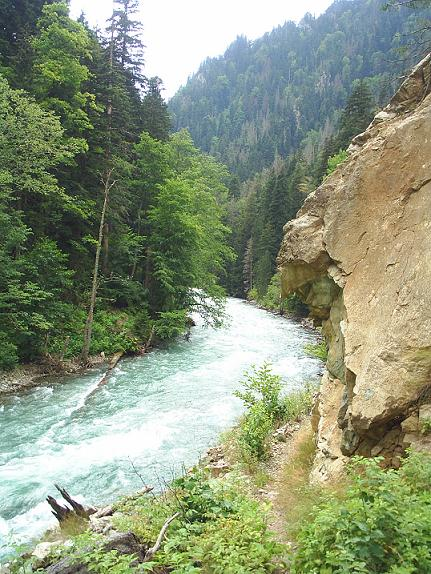
Vue de la rivière Tsakhvoa au milieu de la réserve
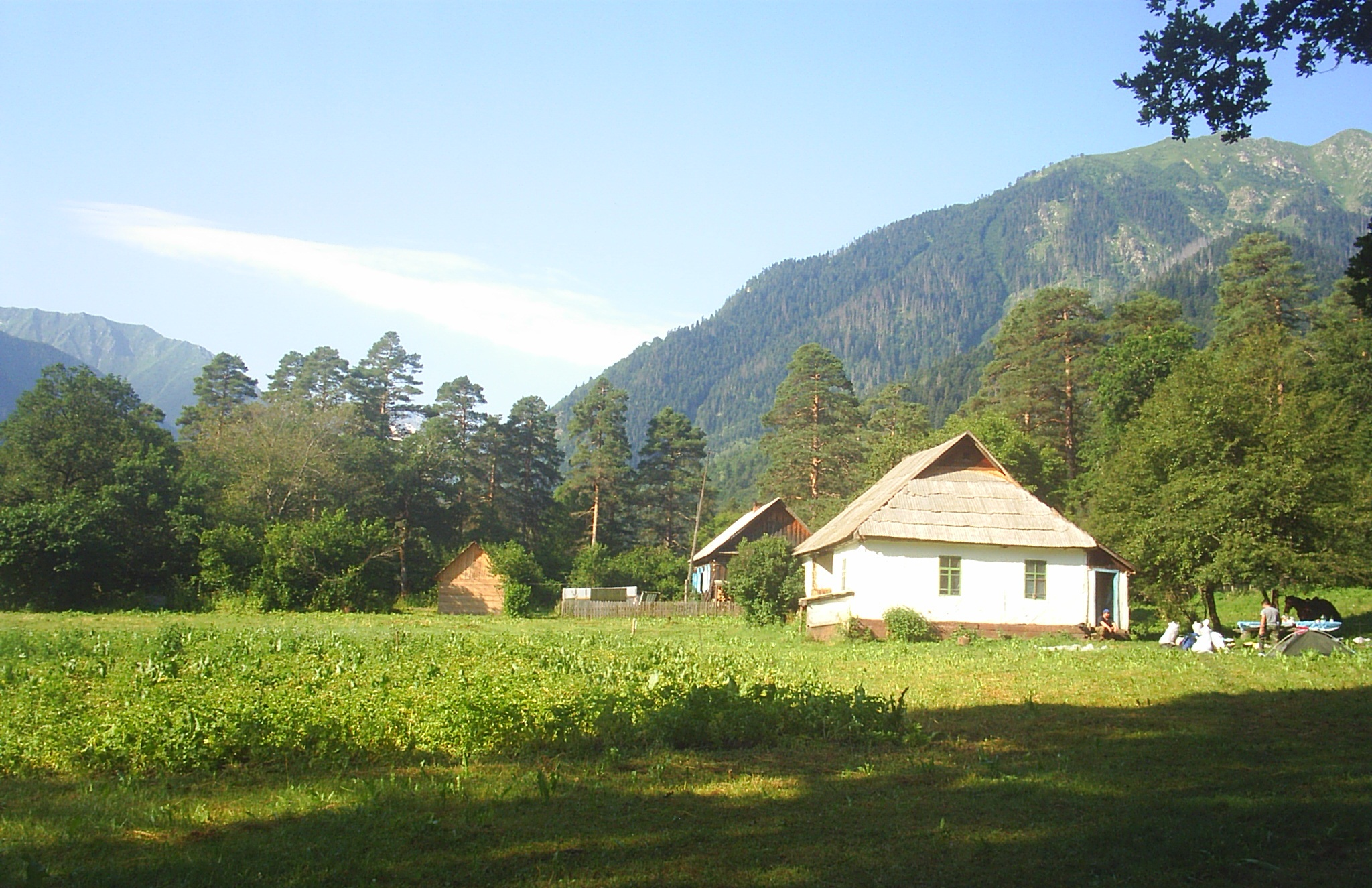
Environs d'Oumpyr
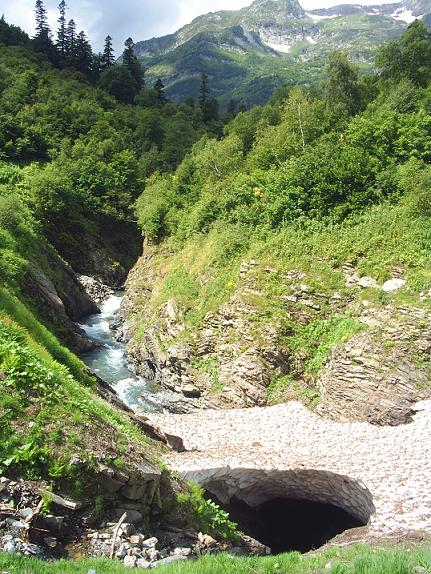
La rivière Ourouchten
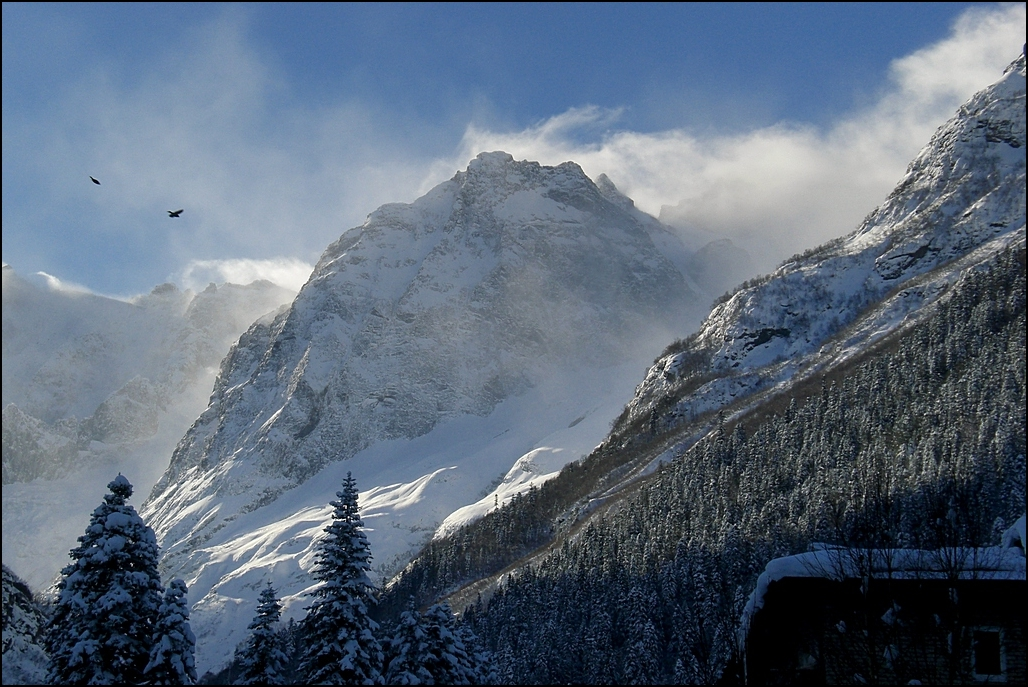
Vue du Dombaï